# Lac Kisale
Le lac Kisale est un lac de la république démocratique du Congo dans le territoire de Bukama. Il fait partie du Parc national de l'Upemba et est dans la cuvette marécageuse formée par la Lualaba.
Le lac fait partie de la dépression de Kamalondo avec une cinquantaine d'autres lacs.